# Черковна (Варненська область)
Черко́вна (болг. Черковна) — село у Варненській області Болгарії. Входить до складу общини Провадія.

## Населення
За даними перепису населення 2011 року у селі проживали 216 осіб.
Національний склад населення села:
| Національність   | Кількість осіб | Відсоток |
| ---------------- | -------------- | -------- |
| болгари          | 199            | 94,3%    |
| цигани           | 6              | 2,8%     |
| не визначились   | 0              | 0%       |
| Всього відповіли | 211            |          |

Розподіл населення за віком у 2011 році:
Динаміка населення: